# Jonathan Caouette
Jonathan Caouette (Houston, 26 novembre 1973) è un regista e attore statunitense.

## Biografia
Frequenta la Westbury High School in Houston (Texas) e si trasferisce a New York nel 1997.
Ha avuto un figlio da una relazione giovanile con una ragazza, nonostante la sua omosessualità scoperta precocemente.
Nel 2003 esce il suo documentario autobiografico Tarnation, elaborato come diario personale e composto da fotografie e video 8mm raccolti da Jonathan a partire dai suoi 10 anni.Tarnation ha ricevuto, all'uscita nelle sale, ottime critiche da parte della stampa e ha acquisito grande importanza per l'onestà e l'originalità del processo creativo, sia dal punto di vista narrativo che visuale. Il film indipendente è stato prodotto, tra gli altri, da Gus Van Sant e John Cameron Mitchell.
Successivamente Jonathan ha lavorato a un documentario, All Tomorrow's Parties, sull'omonimo festival musicale che si tiene in Inghilterra. 
Ha poi diretto il film Everything Somewhere Else, adattamento cinematografico di un romanzo scritto dalla sorella del suo compagno. Il film rappresenta il debutto di Jonathan alla regia di film narrativi. 
Il nonno di Jonathan ora abita col nipote a New York, mentre Renee vive nel proprio appartamento in condizioni decisamente migliorate. Attualmente vive con suo figlio, che compare nel documentario Bi the Way del 2008,  e il partner,  David Sanin Paz, conosciuto nel 1998.

## Filmografia parziale

### Regista
- Tarnation (2003)
- Jonathan Caouette as a Film Maker (2006), film per la tv
- Making of the 15th Raindance Film Festival (2007), documentario
- All Tomorrow's Parties (2009), documentario
- 42 One Dream Rush (2010), cortometraggio
- All Flowers in Time (2011), cortometraggio
- Walk Away Renee (2011), documentario
- Sugar, serie televisiva, episodio Chapter 4/Jonathan Caouette (2015)

### Attore
- Tarnation (2003)
- Fat Girls (2006)
- Fabulous! The Story of Queer Cinema (2006)
- Shortbus - Dove tutto è permesso (2006)
- Portland (2008)
- The Moon and He (2008)